# Harsil
Harsil è un villaggio del distretto di Uttarkashi, stato del Uttarakhand, India.

## Geografia
Harsil si trova a 2.620 metri d'altezza sulle rive del fiume Bhagirathi, su una via di pellegrinaggio Indù; dista 73 km dalla città di Uttarkashi ed è la città più vicina (30 km) al parco nazionale di Gangotri.